# Documento amministrativo di accompagnamento
Il documento amministrativo di accompagnamento o Daa è stato introdotto con il Regolamento CE n°2917 del 1992.
Viene emesso per giustificare il trasferimento di un materiale in regime di sospensione da un deposito fiscale ad un altro, attraverso il trasporto dello stesso. Deve essere emesso prima della consegna o della spedizione della merce con l'indicazione degli elementi principali dell'operazione.

## Formato e contenuti
Il documento deve riportare i seguenti dati:
- garanzia: si ha quando la merce arriva a destinazione in un luogo che coincide con un deposito fiscale. La persona fisica dello stesso si reca all'Agenzia delle Dogane (con sede vicina al capoluogo di ogni provincia) paga l'accisa con garanzie date dallo speditore in deposito infruttifero o fidejussione bancaria
- paese di spedizione e paese di destinazione
- destinatario, che possiede un codice di accisa, corrisponde ad un deposito fiscale
- descrizione con numero, colli, nome produzione, lotto di produzione, % di alcol etilico
- codice merci (NC), che è una nomenclatura combinata per essere capibile da tutti a livello comunitario, indica l'importo dell'accisa

Questo documento viene preparato in 4-5 copie: la prima è scritta con l'inchiostro e rimane in azienda mentre le altre partono con in trasporto. Una di queste, all'arrivo a destinazione della merce e comunque entro 90 giorni dalla spedizione, viene inviata compilata e controfirmata allo speditore, ricongiungendosi con la prima copia. A questo punto lo speditore ha l'obbligo di denunciare il ricongiungimento delle due copie.